# Захарковский сельсовет
Заха́рковский сельсовет — муниципальное образование со статусом сельского поселения в Конышёвском районе Курской области Российской Федерации.
Административный центр — село Захарково.

## История
Статус и границы сельсовета установлены Законом Курской области от 21 октября 2004 года № 48-ЗКО «О муниципальных образованиях Курской области».
Законом Курской области от 26 апреля 2010 года № 26-ЗКО в состав сельсовета включены населённые пункты упразднённого Севенского сельсовета.

## Население
| 2002 | 2010 | 2012 | 2013 | 2014 | 2015 | 2016 |
| ---- | ---- | ---- | ---- | ---- | ---- | ---- |
| 433  | ↗436 | ↘396 | ↘360 | ↘343 | ↘333 | ↘321 |
| 2017 | 2018 | 2019 | 2020 | 2021 |      |      |
| ↗324 | ↘300 | ↘280 | ↘261 | ↘240 |      |      |

## Состав сельского поселения
| № | Населённый пункт  | Тип населённого пункта       | Население |
| - | ----------------- | ---------------------------- | --------- |
| 1 | Дремово-Черемошки | село                         | ↘86       |
| 2 | Захарково         | село, административный центр | ↘137      |
| 3 | Котлево           | село                         | ↘62       |
| 4 | Панкеево          | деревня                      | ↘17       |
| 5 | Севенки           | деревня                      | ↘117      |
| 6 | Тураевка          | деревня                      | ↘17       |
| 7 | Якимов            | хутор                        | →0        |